# Roland Emmerich
Pour les articles homonymes, voir Emmerich.
Roland Emmerich [ˈʁoːlant ˈɛməʁɪç], né le 10 novembre 1955 à Stuttgart, est un réalisateur, producteur et scénariste germano-américain.
Mondialement connu pour des films catastrophes, notamment Independence Day, Le Jour d'après et 2012. Ses films ont rapporté plus de 3 milliards de dollars de recettes au box-office mondial.

## Biographie

### Jeunesse
Roland Emmerich naît le 10 novembre 1955 à Stuttgart.

### Formation et débuts
En 1977, il part étudier le cinéma à Munich et réalise son premier court métrage, Franzmann, en 1979. En 1984, il met en scène le film d'étudiant le plus cher d'Allemagne : Le Principe de l'arche de Noé, qui est en sélection officielle au Festival International du Film de Berlin 1984.
En 1990, il part vivre aux États-Unis, où il rencontre son futur associé, le comédien Dean Devlin, sur le tournage de Moon 44. Sa sœur Ute Emmerich a coproduit la quasi-totalité de ses films, sous la bannière de son studio de production Centropolis Entertainment. Dans son pays, l'Allemagne, il est surnommé « Das Spielbergle aus Sindelfingen » soit « Le Petit Spielberg de Sindelfingen », surnom qui met en avant son amour pour le cinéma de divertissement de qualité. Depuis ses dix-sept ans, il adore des films tels que La Tour infernale, L'Aventure du Poséidon ou Tremblement de terre.

### Révélation commerciale (années 1990)
Il s'impose à Hollywood en livrant successivement deux productions de science-fiction : le modeste film d'action Universal Soldier en 1992 puis Stargate, la porte des étoiles en 1994. Le premier fonctionne à peine commercialement, mais le second est un succès au box-office. Il permet même de donner naissance à une franchise télévisée à succès — à laquelle Emmerich ne contribue pas.
En 1996, après le phénoménal succès de Independence Day, le studio 20th Century Fox propose à Emmerich de développer une série autour de la vie extraterrestre, dénommée Le Visiteur (The Visitor). Elle est finalement un échec public et est arrêtée au bout de 13 épisodes, provoquant le « divorce » momentané entre Roland Emmerich et la 20th Century Fox.
Par la suite, il travaille avec Sony Pictures afin de réaliser Godzilla, auquel il incorpore des références aux essais nucléaires français dans le Pacifique relancés par le président Jacques Chirac en 1995. Le succès jugé insuffisant du film au box-office et des critiques très négatives conduisent à l'annulation d'une suite. Emmerich et Devlin parviennent cependant à transformer le projet en série d'animation : Godzilla : la série voit la bête devenir l'allié des humains pour lutter contre d'horribles créatures. Elle ne dure que quelques épisodes diffusés par la chaine FOX Kids.
Afin de se relancer après ce semi-échec, le cinéaste décide de se séparer de son comparse Dean Devlin.

### Blockbustersà succès et échecs critiques (années 2000)

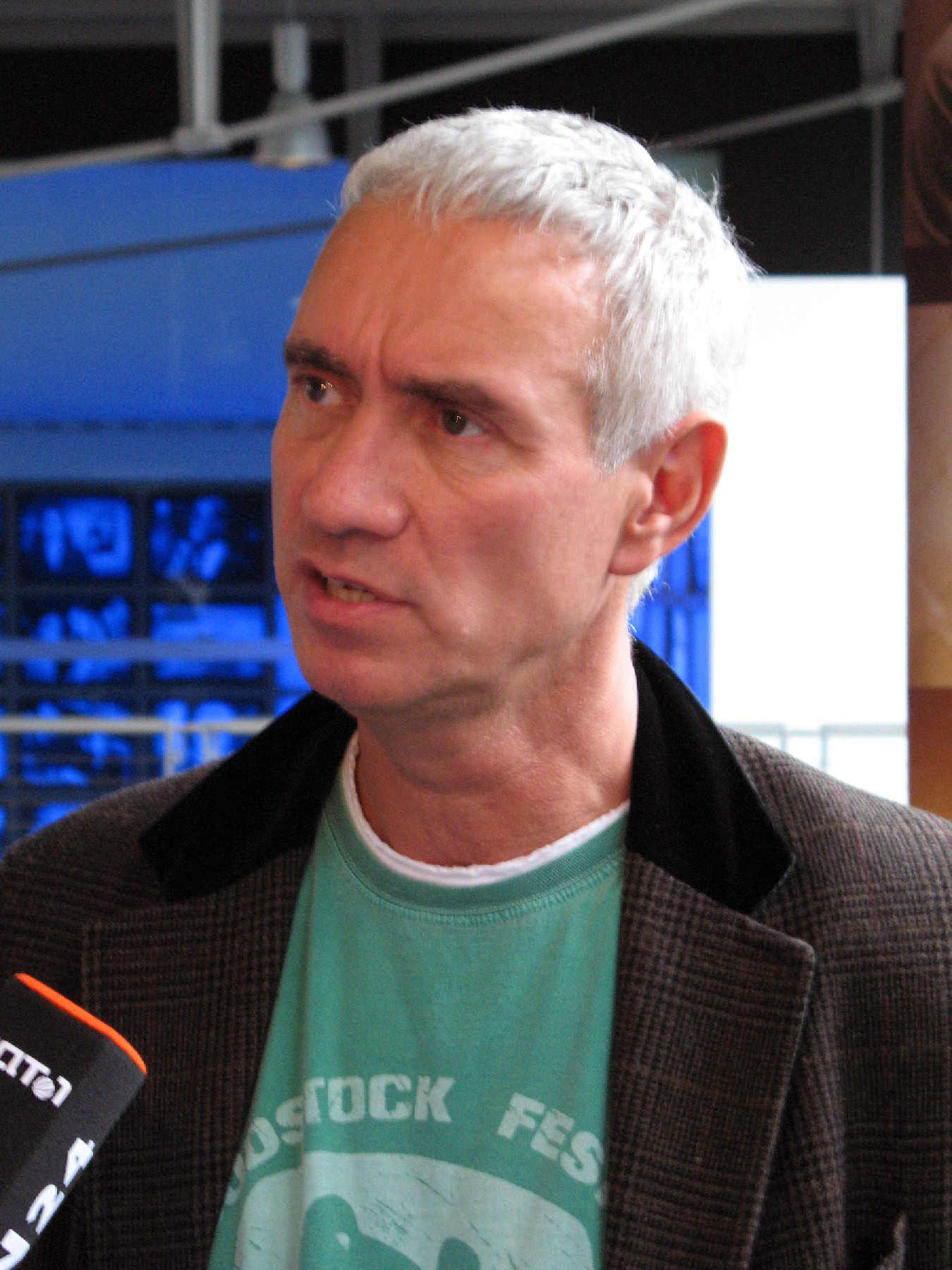
Le cinéaste à une conférence de presse berlinoise, en octobre 2007.

Coproduit avec le réputé Mark Gordon et à partir d'un scénario de Robert Rodat, The Patriot offre à Emmerich le second succès critique de sa carrière. Dans ce film de guerre ambitieux, on y découvre, aux côtés de la star Mel Gibson, le jeune acteur australien Heath Ledger. Dans la foulée, Emmerich réalise sa première publicité pour Daimler Chrysler.
En 2004, il dévoile son blockbuster apocalyptique et écologique Le Jour d'après. Un succès commercial qui confirme sa maitrise du film spectaculaire.
Quatre ans après, il revient pourtant au genre historique avec son nouveau projet cinématographique, 10 000, qui se passe 10 000 ans avant Jésus Christ, où un homme de 21 ans lutte pour retrouver sa bien-aimée enlevée par un clan ennemi sur fond de chasse aux mammouths. Ce film, sorti en 2008, regroupe Steven Strait, Camilla Belle (Terreur sur la ligne) et Omar Sharif pour la voix off. Il est éreinté par la critique.
Le 19 février 2009, Roland Emmerich participe à la cérémonie 6th Annual Pre-Oscar.
2012 marque un retour aux sources. Ayant pour titre de travail Farewell Atlantis, il s'agit d'un film apocalyptique axé sur les prophéties mayas qui prédisent la fin de nos civilisations modernes en 2012. Il est coécrit avec son compère et compositeur allemand Harald Kloser, dont le projet a été acheté par Sony Pictures, la Columbia étant le distributeur. Le film a coûté près de 200 M€, ce qui en fait donc le film le plus cher de la filmographie de Roland Emmerich. La distribution comprend John Cusack, Chiwetel Ejiofor, Danny Glover (en président des États-Unis), Thandie Newton, Oliver Platt, Amanda Peet, Woody Harrelson et Thomas McCarthy. Le film sort le 11 novembre 2009 en France et le 13 novembre 2009 en Amérique du Nord. Il connaît un succès commercial planétaire.
Roland Emmerich et son coproducteur Michael Wimer, par le biais de Sony Pictures aux dépens de la Warner, ont acquis les droits de Fondation d'Isaac Asimov. Au Comic Con de mi-juillet 2009 à San Diego, le réalisateur allemand a annoncé que la lourde tâche d'écriture du scénario du premier film d'une trilogie cinématographique revenait au scénariste Robert Rodat (Il faut sauver le soldat Ryan et The Patriot). Le réalisateur allemand a annoncé lors de ce même évènement qu'il allait retourner après 20 ans de travail à Hollywood dans son pays natal afin de réaliser Anonymous, projet de longue date revenant sur le prétendu analphabétisme de William Shakespeare et la thèse selon laquelle il n'aurait pas été l'auteur de ses œuvres,,.
Autre projet évoqué le 21 septembre 2009 en Allemagne, en marge de la présentation de 50 minutes de son 2012, celui sur La Bataille de Midway (finalement réalisé en 2018 et sorti en 2019 sous le titre de Midway).

### Diversification (années 2010)
Après la mise en boîte de son film Anonymous et sa sortie à l'automne, son projet de 2011 devait se nommer The Zone, être doté d'un budget de 5 M$ à la façon negative pickup deal avec Sony, d'une distribution d'acteurs quasi inconnus et d'un script tenu secret. Le film devait tourner autour d'une invasion extraterrestre à la façon Cloverfield, incluant « de fausses vidéos amateurs, retrouvées sur le lieu d’une catastrophe ». Le scénario avait comme auteur un Français, Guillaume Tunzini. Le projet a été abandonné par son réalisateur du fait de la proximité et multiplication de films similaires au cours de 2011.
Roland I Feel You, titre phare du dernier album du groupe Get Well Soon est un hommage vibrant de Konstantin Gropper, leader du groupe à Roland Emmerich.

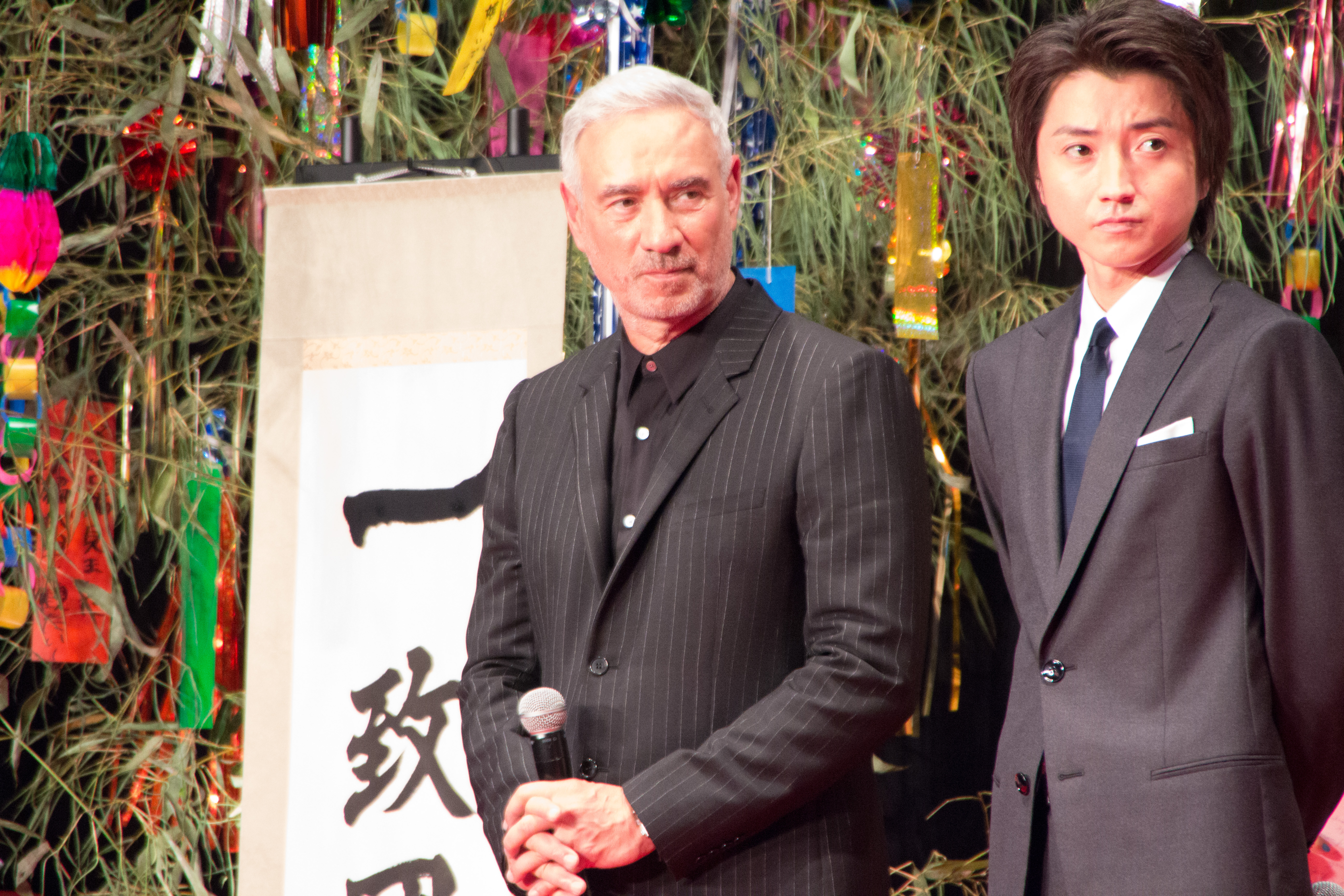
Roland Emmerich et Tatsuya Fujiwara lors de la première de Independence Day: Resurgence au Japon en 2016.

Il tourne ensuite à Montréal White House Down, qui sort en 2013, avec Channing Tatum dans le rôle principal, qui sauve le Président joué par Jamie Foxx et déjoue la prise d'otage de la Maison-Blanche par un groupe para-militaire. Le film a reçu un succès mitigé, étant sorti plusieurs mois après La Chute de la Maison-Blanche, au pitch similaire.
En 2015, après le flop critique et commercial de son modeste drame historique Stonewall, il s'affaire au script d'une suite inattendue : Independence Day: Resurgence, pour l'été 2016. Le film rapporte deux fois moins au box-office que son prédécesseur et reçoit des critiques globalement négatives.
Son film suivant, Midway, centré sur la bataille de Midway lors de la Seconde Guerre mondiale, sort en 2019.
En mai 2019, au Festival de Cannes, Roland Emmerich annonce son prochain projet pour un budget de 150 millions de dollars, le film de science-fiction Moonfall.
Le réalisateur a annoncé que après son prochain film, il prendrait sa retraite.

## Collaborations et influences
Hormis sa passion pour les films catastrophes des années 1970, les cinq films préférés du réalisateur sont Lawrence d'Arabie, Rencontres du troisième type qu'il a découvert à Paris lors de ses études, Cinema Paradiso, Le Parrain et Citizen Kane. Dans la catégorie réalisateur, son maître absolu se nomme John Huston.
Roland Emmerich aime s'entourer de professionnels qu'il connaît bien. Il propose au franco-grec Patrick Tatopoulos de faire ses armes sur nombre de ces films comme Stargate, la porte des étoiles, Independence Day, Godzilla (en ayant l'aval de la Toho) ou 10,000 BC. Ce dernier est devenu depuis un pilier des effets visuels sur de nombreux films hollywoodiens tels I, Robot, Dark City, Underworld ou Die Hard 4. Côté musique, David Arnold brille sur les bandes originales d'Independence day ou de Godzilla, et Harald Kloser a sa chance avec Le Jour d'après. Ce dernier, tout en restant compositeur de la bande originale de 10,000 BC, est aussi devenu coscénariste de ce film.

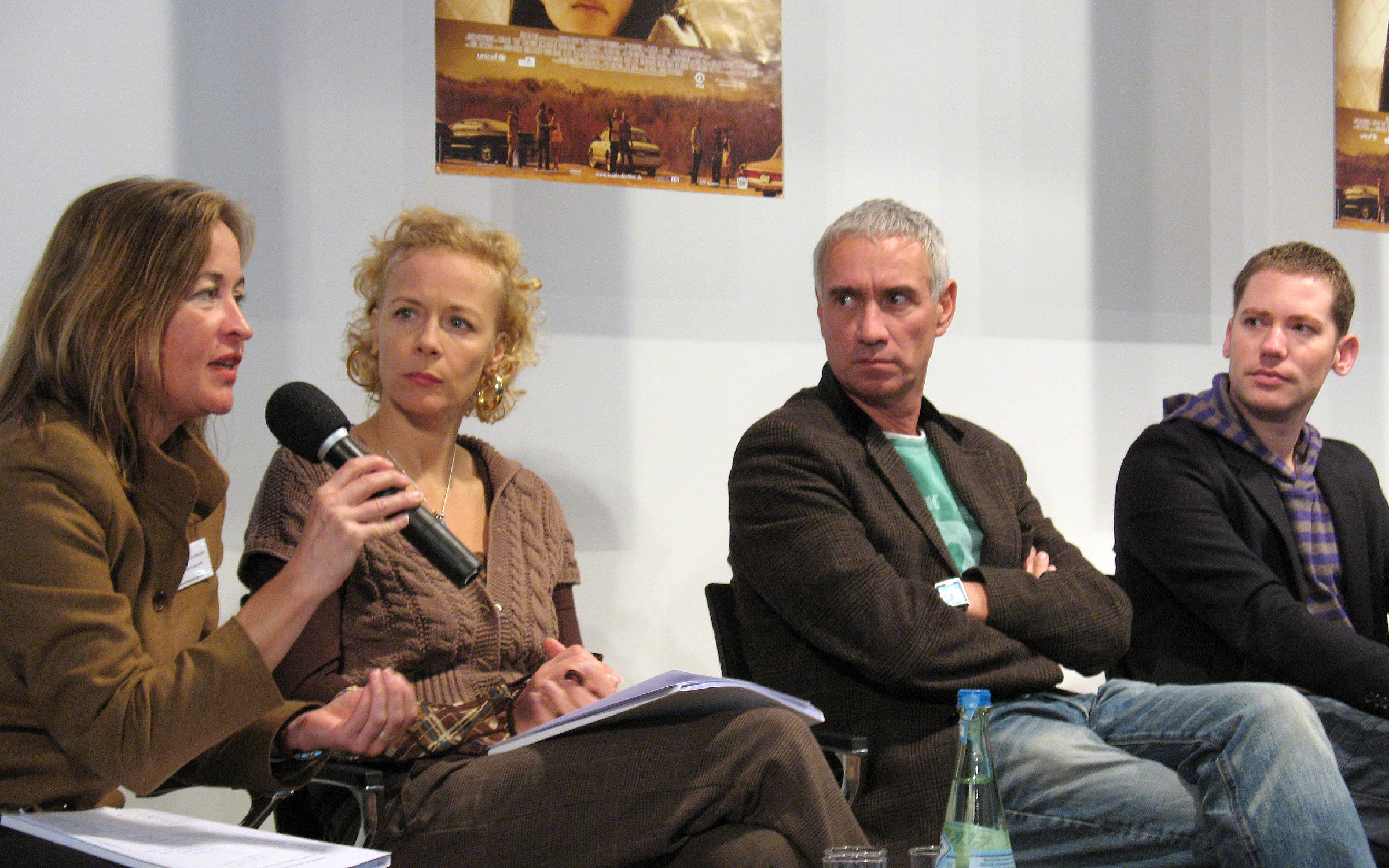
Roland Emmerich et Marco Kreuzpaintner lors d'une conférence de presse pour Trade en 2007.

Roland Emmerich est aussi le producteur de tous ses films mais aussi de jeunes réalisateurs au sein de Centropolis Entertainment. Ainsi, il produit en 1999 Passé Virtuel (The Thirteenth Floor) par l'américain Josef Rusnak, auparavant réalisateur de seconde équipe sur Godzilla, puis en 2002 Arac Attack, les monstres à huit pattes (Eight Legged Freaks) par le réalisateur néo-zélandais Ellory Elkayem, et en 2007 la coproduction indépendante germano-américaine sur le trafic humain Trade – Willkommen in Amerika par l'Allemand Marco Kreuzpaintner. Cette dernière, financée en majeure partie par Roland Emmerich lui-même, le projet lui tenant à cœur, est basée sur un article de Peter Landesman et un scénario de Jose Rivera (Carnets de voyage), et est réalisée sous l'égide du dernier studio créé par Roland Emmerich, nommé Reelmachine, servant de pont créatif entre le cinéma allemand et Hollywood.

## Vie personnelle
Homosexuel, le cinéaste soutient souvent la cause gay. Il vit en couple depuis 2009 avec Omar de Soto, de 33 ans son cadet. Ils se sont mariés à l'été 2017.

## Engagements
Roland Emmerich s'engage dans la vie politique, notamment en faveur de la cause de l'écologie[réf. nécessaire] (thème d'ailleurs souvent présent dans ses films), et après l'élection de George W. Bush en 2000, pensant que la politique environnementale au niveau fédéral se dégraderait, il se lance dans l'engagement contre le réchauffement climatique à travers le film Le Jour d'après (2004). Pour ce dernier, il obtient d'ailleurs le prix Euronatur.
En 2006, il verse 150 000 $ à la Legacy Project, une campagne consacrée aux gays et lesbiennes au cinéma. Roland Emmerich, qui est ouvertement homosexuel, a fait le don au nom de Outfest, ce qui en fait le plus grand don de l'histoire pour ce festival. Pour l’élection présidentielle de 2016 aux États-Unis, il décide de soutenir la candidate démocrate Hillary Clinton.
En juin 2009, Roland Emmerich apporte officiellement son soutien, y compris financier par 5 000 $, à la sénatrice démocrate californienne Barbara Boxer dans la course à l'élection du gouverneur de l'État de Californie pour 2010. On retrouve dans les opinions politiques de cette féministe convaincue beaucoup de combats du réalisateur allemand comme la lutte pour le mariage homosexuel mais aussi la protection de l'environnement, le contrôle des armes à feu ou encore les droits des minorités.
En mai 2010, il participe à une campagne publicitaire en Allemagne en faveur du don d'organe. Il reçoit le 21 octobre de cette même année de la part de l'Outfest le prix Visionary Award pour sa contribution dans le combat LGBT. Toujours au mois d'octobre, Jo Mueller qui avait réalisé en 2009 un documentaire intimiste sur le réalisateur allemand intitulé Ma vie et diffusé sur Arte, a été récompensé à Cannes du prix Golden Dolphin lors du Media Corporate & TV Awards.
L'Afrique fait partie des combats du réalisateur. Ainsi, après la production du petit film sud-africain Shirley Adams réalisé par Oliver Hermanus, ou encore la fin très explicite de son 2012, Roland Emmerich fait partie des donateurs pour le projet d'un Palais de festival d'Opéra sur le continent africain initié par le réalisateur allemand Christoph Schlingensief. Ce dernier trouve l'emplacement au Burkina Faso, près de la capitale Ouagadougou.
Début 2011, on le retrouve à un dîner prestigieux (35 000 $) à Hollywood le jeudi 28 avril en faveur de la campagne électorale de 2012 pour Barack Obama. Il fait aussi partie du jury au côté d'un parterre prestigieux pour un concours mondial sur la réalisation d'un Logo des Droits de l'Homme.

## Filmographie

### Réalisateur
- 1979 : Franzmann (moyen-métrage en noir et blanc de 47 minutes)
- 1984 : Le Principe de l'arche de Noé (Das Arche Noah Prinzip)
- 1985 : Joey
- 1987 : Ghost Chase (Hollywood Monster)
- 1990 : Moon 44
- 1992 : Universal Soldier
- 1994 : Stargate, la porte des étoiles (Stargate)
- 1996 : Independence Day
- 1998 : Godzilla
- 2000 : The Patriot
- 2004 : Le Jour d'après (The Day After Tomorrow)
- 2008 : 10 000 (10,000 BC)
- 2009 : 2012
- 2011 : Anonymous
- 2013 : White House Down
- 2015 : Stonewall
- 2016 : Independence Day: Resurgence
- 2019 : Midway
- 2022 : Moonfall
- 2024 : Those About to Die (série télévisée) - 5 épisodes

### Consultant-réalisateur
- 2003 : Coronado, que la révolution commence (en) (Coronado) de Claudio Fäh (en)

### Producteur
- 1979 : Franzmann (court-métrage en noir et blanc de 47 minutes)
- 1984 : Le Principe de l'arche de Noé (Das Arche Noah prinzip)
- 1985 : Joey
- 1987 : Ghost Chase (Hollywood monster)
- 1990 : Moon 44
- 1991 : Eye of the Storm de Yuri Zeltser
- 1992 : Universal Soldier
- 1994 : Stargate, la porte des étoiles (Stargate)
- 1994 : The High Crusade (de) de Klaus Knoesel (de) et Holger Neuhäuser
- 1996 : Independence Day
- 1997 : Le visiteur (The visitor) (série TV)
- 1998 : Godzilla
- 1998 : Godzilla : La Série (série d'animation)
- 1999 : Passé virtuel (The Thirteenth Floor) de Josef Rusnak
- 2000 : The Patriot
- 2002 : Arac Attack, les monstres à huit pattes (Eight Legged Freaks) d'Ellory Elkayem
- 2004 : Le Jour d'après (The Day after tomorrow)
- 2007 : Trade (Trade Welcome in America) de Marco Kreuzpaintner
- 2009 : Shirley Adams d'Oliver Hermanus
- 2008 : 10 000 (10,000 BC)
- 2009 : 2012
- 2010 : Anonymous
- 2013 : White House Down
- 2015 : Stonewall
- 2016 : Independence Day: Resurgence
- 2019 : Midway
- 2022 : Moonfall
- 2022 : La Flûte enchantée de Florian Sigl (producteur délégué)
- 2024 : Those About to Die (série télévisée) - 10 épisodes (producteur délégué)

### Scénariste
- 1979 : Franzmann (coécrit avec Oswald von Richthofen)
- 1980 : Altosax, de Thomas Merker (de) (coécrit avec Walter Lindenlaub)
- 1984 : Le Principe de l'arche de Noé (Das Arche Noah prinzip)
- 1985 : Joey (coécrit avec Hans J. Haller et Thomas Lechner)
- 1987 : Ghost Chase (Hollywood monster) (coécrit avec Oliver Eberle et Thomas Kubisch)
- 1990 : Moon 44 (coécrit avec Oliver Eberle et Dean Heyde)
- 1994 : Stargate, la porte des étoiles (Stargate) (coécrit avec Dean Devlin)
- 1996 : Independence Day (coécrit avec Dean Devlin)
- 1998 : Godzilla (coécrit avec Dean Devlin)
- 2004 : Le Jour d'après (The Day after tomorrow) (coécrit avec Jeffrey Nachmanoff)
- 2008 : 10 000 (10,000 BC) (coécrit avec le compositeur allemand Harald Kloser et Robert Rodat)
- 2009 : Le Voyage fantastique (Fantastic Voyage) (coécrit avec Cormac Wibberley et Marianne Wibberley)
- 2009 : 2012 (coécrit avec Harald Kloser)
- 2016 : Independence Day: Resurgence (coécrit avec Dean Devlin)
- 2022 : Moonfall (coécrit avec Harald Kloser et Spenser Cohen)

## Récompenses et distinctions
Stargate, la porte des étoiles (en 1994) : 6 prix et 4 nominations dont :
- Prix Saturn meilleur film de Science-Fiction par l'Académie de la science-fiction, du fantastique et des films d'horreur des États-Unis.
- Golden Screen (Allemagne).
- Prix Universe Reader's Choice du meilleur film de Science fiction par le magazine américain Sci-Fi Universe.

Independence Day (en 1997) : 26 prix et 21 nominations dont :
- Prix Ozone du pire film.
- Prix Saturn meilleur réalisateur pour Independence Day par l'Académie de la science-fiction, du fantastique et des films d'horreur des États-Unis.
- Prix Saturn meilleur film de Science-Fiction par l'Académie de la Science-Fiction, du fantastique et des films d'horreur des États-Unis.
- Prix Amanda du meilleur film étranger par l'Academy cinématographique de la Norvège.
- Prix Reader's Choice du meilleur film étranger en 1997 par l'Academy cinématographique du Japon.
- Prix Universe Reader's Choice du meilleur réalisateur en 1997 par le magazine américain Sci-Fi Universe.
- Prix Universe Reader's Choice du meilleur scénariste en compagnie de Dean Devlin en 1997 par le magazine américain Sci-Fi Universe.
- Prix Blimp du meilleur film en 1997 par l'Académy Kid's Choice Awards.
- Prix Box Office par l'Académy cinématographique de République tchèque.

Godzilla (1999) : 7 prix et 8 nominations dont :
- Bogey Award in Silver (Allemagne).
- Prix Audience du meilleur réalisateur en 1998 par l'Académy des films Européens.
- Golden Screen (Allemagne).
- Razzie du pire remake à égalité avec Chapeau melon et bottes de cuir et Psycho.

The Patriot : Le Chemin de la liberté (en 2000) : 8 prix et 17 nominations dont :
- Bogey Award (Allemagne).
- Harry Award (Allemagne).

Le Jour d'après (en 2004) : 4 prix et 8 nominations dont :
- Best Action Sequence au MTV Movie Awards pour la scène de destruction de Los Angeles.
- Prix Euronatur en 2005 pour l'engagement écologique de Roland Emmerich et de son film.

Trade (en 2007) en tant que producteur :
- Bernhard Wicki Film Award pour le réalisateur allemand Marco Kreuzpaintner au Festival du film de Munich.
- CineMerit Award pour l'acteur Kevin Kline au Festival du film de Munich.
- Cinema for Peace Special Award pour le producteur Roland Emmerich et le réalisateur Marco Kreuzpaintner.
- Golden Trailer Award pour la meilleure bande-annonce de 2008 au Best International Poster.

Shirley Adams (réalisé par Oliver Hernanus en 2009) en tant que producteur exécutif :
- Meilleur film sud-africain, meilleur premier film, et meilleure actrice pour Denise Newman au Durban International Film Festival 2009.
- Prix spécial pour l'actrice Denise Newman - The EKWA Festival 2009.
- Licorne d’Or Grand Prix du long métrage au Festival International du film d'Amiens - novembre 2009
- Meilleur film sud-africain, meilleur réalisateur, et meilleure actrice pour Denise Newman - cérémonie SAFTAS qui récompense le meilleur de la télévision et du cinéma sud-africain le 20 février 2010 à Pretoria.
- Prix Images de Femmes de la meilleure actrice d'Afrique sub-saharienne et des pays créoles pour Denise Newman au Festival PanAfrica International de Montréal, dans la section fiction internationale. En marge de ce Festival, Radio-Canada a remis le prix de Meilleur long métrage fiction au réalisateur.

Hell (réalisé par Tim Fehlbaum en 2010) en tant que producteur exécutif :
- Meilleur Premier Film Allemand au Festival du cinéma de Munich.

Autres distinctions :
- Visionary Award décerné par Outfest le 21 octobre 2010.

À ce jour, son plus gros succès reste Independence Day avec 306 169 268 $ de recette américaine et 816 969 268 $ de recette mondiale.